# 平等寺道
平等寺道（びょうどうじみち）は、徳島県阿南市の四国八十八箇所の第21番札所太龍寺から第22番札所平等寺までを結ぶ遍路道のうちの、一つのコースの名称である。
平等寺道のうちの2区間が『阿波遍路道 平等寺道』として国史跡に指定されている。阿瀬比町以降は現代において主流の遍路道と重なっているが、阿瀬比町より手前はそれとは異なる昔ながらの古道である。

## 概要
加茂町から阿瀬比町を経由し、新野町に至る。
加茂町の第21番札所太龍寺からいわや道が始まる。加茂町のいわや道の終点が平等寺道の起点となる。平等寺道の終点は第22番札所平等寺。
阿瀬比町以降は現代において主流の遍路道および竹林とスダチ香るみち（四国のみち）と重なっている。

### 位置関係
【第21番札所太龍寺】 --- いわや道 --- 平等寺道 --- 【第22番札所平等寺】

## 国史跡
次の区間が国史跡に指定されている。
- 起点（いわや道との分岐点）から約700 m
- 大根峠から阿瀬比町側の約200 m
- 大根峠から新野町側を少し下ってからの約400 m

## 近隣の観光スポット
- 舟形三十九丁石
- 薬師堂
- 道の駅わじき
- 大根庵
- 大根峠
- 音坊山
- 平等寺